# Cắt Mỹ

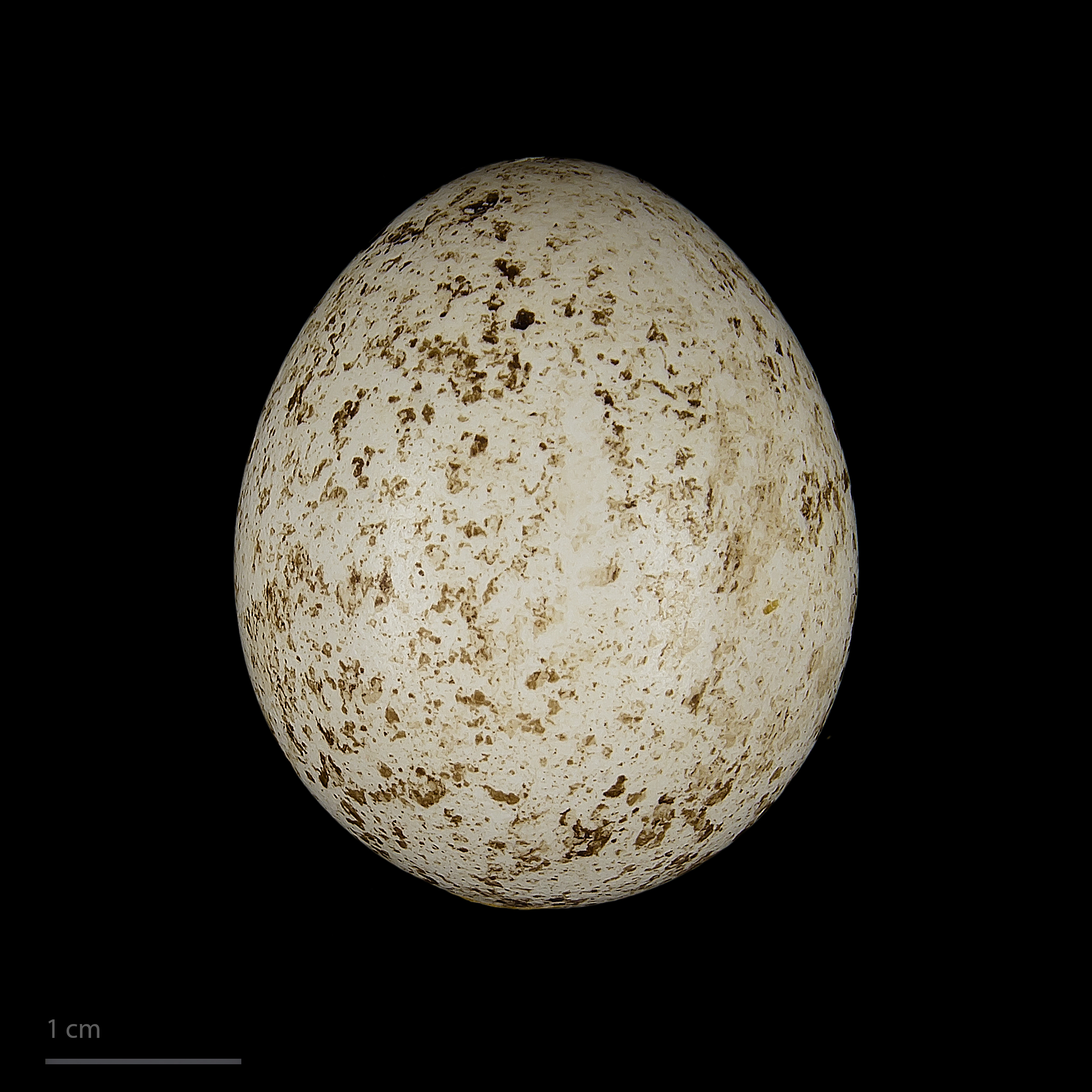
Falco sparverius

Cắt Mỹ (danh pháp hai phần: Falco sparverius) là một loài cắt nhỏ, loài cắt duy nhất tại Mỹ. Nó là loài cắt phổ biết nhất Bắc Mỹ, và được tìm thấy tại nhiều loại môi trường sống. Với chiều dài 19–21 cm (7–8 in), nó cũng là loài cắt nhỏ nhất Bắc Mỹ. Chế độ ăn uống của nó gồm châu chấu, thằn lằn, chuột và các loài chim nhỏ. Nó làm tổ trên cây, vách đá, tòa nhà và các công trình khác. Con mái đẻ từ ba tới bảy trứng, cả con trống và mái đều giúp ấm trứng. Nó là loài thường dùng trong nghề nuôi chim cắt, đặc biệt cho người mới nuôi. Mặc dù không phải chim săn hung dữ như nhiều loài cắt khác, nuôi dạy đúng cách và kiểm soát cân nặng giúp chúng này trở thành chim săn hiệu quả.

## Mô tả
Cắt Mỹ là loài cắt nhỏ nhất Bắc Mỹ, và theo phân loại truyền thống, là loài chim ăn thịt nhỏ nhất châu Mỹ. Chiều dài của loài chim này là 12 đến 27 cm (4,7 đến 10,6 in) với sải cánh 50–61 cm (20–24 in), con mái lớn hơn con trống. Con trống nặng 80–105 g (2,8–3,7 oz), con mái nặng 100–120 g (3,5–4,2 oz). Theo số đo tiêu chuẩn, xương cánh dài 16–21 cm (6,3–8,3 in), đuôi dài 11–15 cm (4,3–5,9 in) và xương cổ chân là 3,2–4 cm (1,3–1,6 in).
Khác với các loài chim khác, dị hình giới tính của loài này ở bộ lông nhiều hơn ở kích thước. Con trống có cánh màu xanh-xám với đốm đen. Lưng màu đỏ hoe với sọc đốm. Bụng và hai bên sườn có màu trắng với đốm đen. Đuôi cũng màu đỏ hoe, mút đuôi màu trắng. Lưng và cánh của com mái màu đỏ hoe với sọc đốm nâu sậm. Mặt bụng của con mái màu kem với vàng sẫm với các vệt màu nâu đậm. Con chưa trưởng thành cũng có màu sắc giống con trưởng thành. Ở cả hai giới, đầu có màu trắng với trắng đen-xanh xanh. Ngoài ra còn có vạch hẹp, thẳng đứng màu đen ở mỗi bên của mặt.